# 汽化膨脹比
液化或低溫物質的膨脹比是指在一定量物質在其液體時体积，和其在室溫、一大氣壓力下，氣體時体积的比。例如18克的水體積18毫升，汽化後的體積約為30.6升，汽化膨脹比為1:1698。
若封閉容器中裝有液化物質，而有相當多的液體蒸發，所產生的壓力可能會破壞压力容器。因此需使用洩壓閥及排氣閥。
液化或低溫物質從其沸點到室溫下的膨脹比為：
- 液氮 1:696[3]
- 液氦 1:757[4]
- 氩 1:847[4]
- 液氢 1:851[4]
- 液氧 1:860[4]
- 氖是液化氣體中膨脹比最高的物質，有1:1445[5][6]。

## 外部連結
- cryogenic-gas-hazards